# John Jacob Astor
John Jacob Astor  (Johann Jakob Astor ali Johann Jacob Astor), ameriški poslovnež in  filantrop, * 17. julij 1763, Walldorf, Nemčija, † 29. marec 1848, New York, ZDA.
Svojo kariero je pričel kot izdelovalec flavt v Nemčiji, v sodelovanju z bratom Georgeom. Skupaj sta kasneje emigrirala v London, John Jacob pa po ameriški vojni za neodvisnost v ZDA, kjer je pričel s trgovanjem s krznom. Z drznimi poslovnimi potezami je obogatel in zgradil krznarski imperij, ki je obsegal celotno današnje ozemlje ZDA in del Kanade z močnimi trgovskimi povezavami z Evropo. Kmalu je pričel vlagati v nepremičnine, nekaj časa pa se je ukvarjal tudi s preprodajo opija.
Aktivno je podpiral umetnost in v svoji oporoki ob smrti zapustil 400.000 dolarjev newyorški javni knjižnici, kar je predstavljalo začetek filantropskega izročila njegove družine. Ob svoji smrti leta 1848 je bil najbogatejši človek v Združenih državah Amerike, zapustil je premoženje, po ocenah vredno 20 milijonov ameriških dolarjev. Preračunano na delež bruto domačega proizvoda države bi to leta 2006 predstavljalo 110,1 milijarde USD, s čimer je Astor četrti najbogatejši človek v zgodovini Združenih držav.